# Pyrilia pyrilia
La cotorra cariamarilla o lorito cabecigualdo (Pyrilia pyrilia) es una especie de ave de la familia de los loros (Psittacidae) que se encuentra en Colombia, Panamá y Venezuela.

## Descripción
Mide entre 22 y 24 cm de longitud. La corona, cabeza, cuello y hombros son de color amarillo intenso. El dorso es verde y el pecho es de color oliva bronceado. Las alas tienen franjas azules; la cara inferior de las alas es rojiza; las plumas de vuelo son negruzcas. La cola es verde con manchas azules. Tiene patas oliváceas y pico blancuzco. Posee, además, un anillo periocular blanco, sobre  base negra.

## Hábitat
Vive en el bosque húmedo, principalmente hasta los 1.000 m de altitud, pero frecuentemente hasta los 1.700 m s. n. m..

## Comportamiento
Se desplaza por el dosel o entre los bordes de los bosques en grupos familiares o pequeños grupos de hasta 10 individuos.

## Taxonomía
Fue clasificado anteriormente dentro del género Pionopsitta, que tras un estudio del ADN mitocondrial de las diferentes especies que se adcribían a ese género, se considera monofilético, integrado solo por  la especie Pionopsitta pileata. La especie pyrilia fue colocada en el género Gypopsitta, pero este nombre se considera ahora sinónimo de Pyrilia, nombre que se prefirió por haber sido descrito primero como género diferenciado, por Bonaparte en 1856.